# حب في الدار البيضاء (فلم)
حب في الدار البيضاء فيلم مغربي من إنتاج تونسي سنة 1991 من إخراج عبد القادر لقطع، و بطولة كل من عبد الكريم الدرقاوي و منى فتو.
الفيلم يعتبر واحدا من أول الأشرطة السينمائية المغربية التي حاولت نقل الواقع المغربي بتقاليده وأعرافه لشاشة السينما بطريقة جريئة وخصوصا موضوع الجنس في المجتمع المغربي، وهي القضية التي لطالما تفادتها الأعمال السينمائية فيما قبل.

## روابط خارجية
- حب في الدار البيضاء على موقع السينما.كوم